# Sui Feifei
Sui Feifei (隋菲菲S, Suí FēifēiP; Qingdao, 29 gennaio 1979) è un'ex cestista cinese, professionista nella WNBA.

## Carriera
Con la Cina ha disputato due edizioni dei Giochi olimpici (Atene 2004, Pechino 2008) e tre dei Campionati mondiali (1998, 2002, 2006).